# Marinebasis Tarent

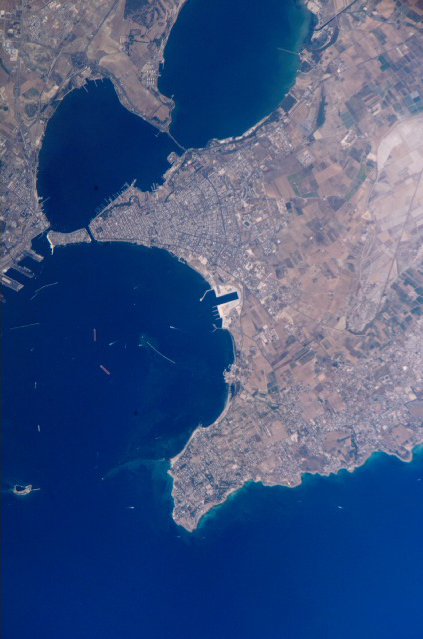
Satellitenbild von Tarent mit Mar Piccolo oben, Mar Grande links und Marinestützpunkt Chiapparo in der Bildmitte

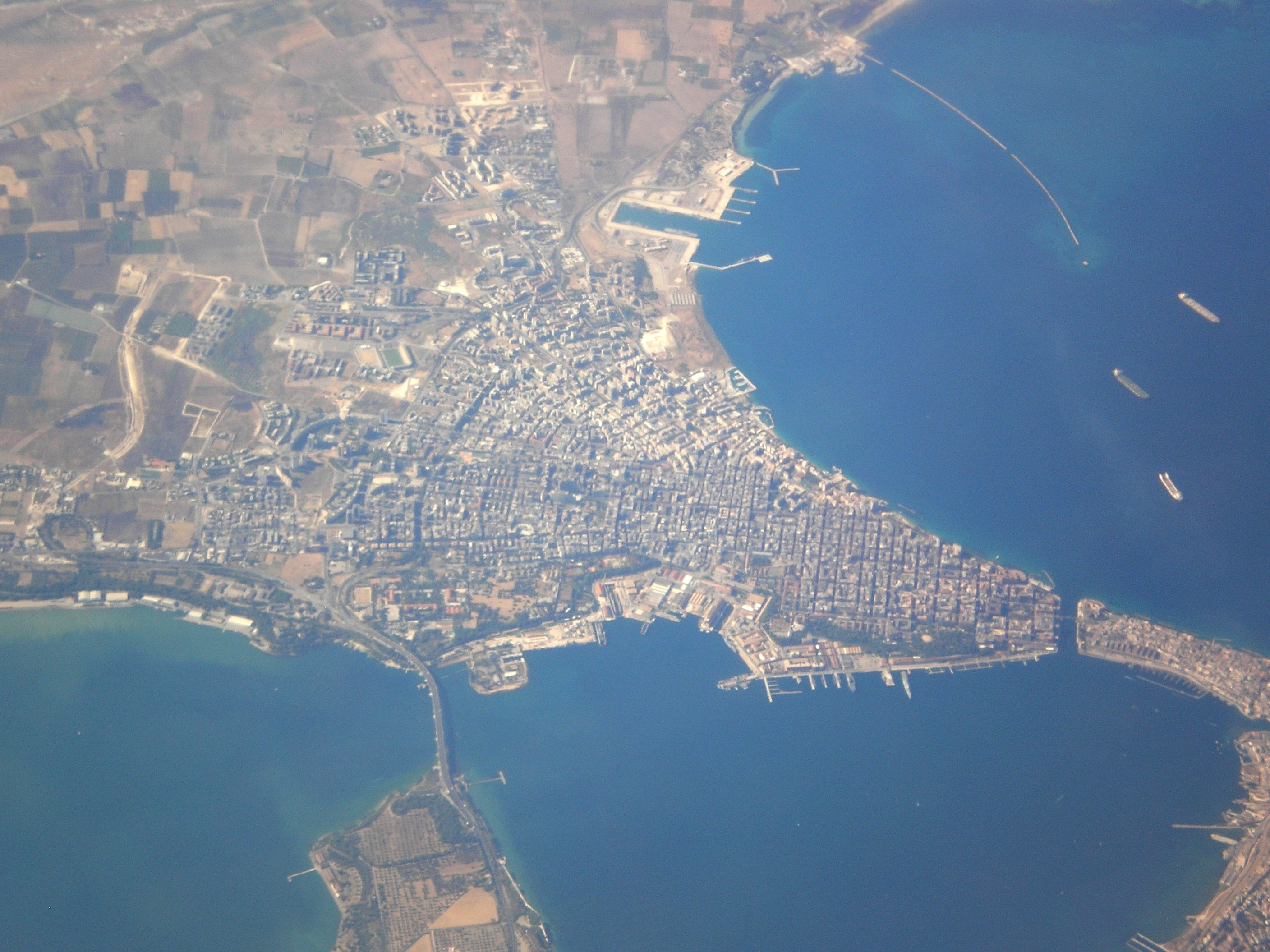
Von Norden

Die Marinebasis Tarent ist neben der Marinebasis La Spezia einer der beiden größeren Stützpunkte der italienischen Marine. Die im süditalienischen Apulien gelegene Basis umfasst verschiedene Anlagen, die sich sowohl im Stadtgebiet von Tarent als auch am gleichnamigen Golf befinden. Von der Marinebasis ist der Handels- und Industriehafen Tarent zu unterschieden.

## Lage und Bereiche
Tarent, die Stadt der zwei Meere, liegt an einer als Mar Piccolo bezeichneten Lagune, die aus zwei kreisförmigen Teilen besteht. Die Reede am offenen Meer wird Mar Grande genannt.
Am Südufer des westlichen Teils des Mar Piccolo befindet sich der alte Marinestützpunkt mit dem Marinearsenal. Dieser Bereich zwischen dem Castello Aragonese und dem schiffbaren Kanal im Westen und der Aldo-Moro-Brücke im Osten ist etwa drei Kilometer lang und erstreckt sich auf einer Fläche von über 90 Hektar, die auf der Südseite von einer sechs Meter hohen Mauer begrenzt wird. Dieser alte Teil der Marinebasis hat wegen seiner Lage und seiner Ausdehnung die städtebauliche Entwicklung des modernen Tarent stark beeinflusst. Im Norden befinden sich Anlagen, die einst der Tosi-Werft gehörten, welche dort U-Boote und Schiffe baute.
Am östlichen Teil des Mar Piccolo liegen weitere militärische Einrichtungen. Am Südufer, unmittelbar östlich der Aldo-Moro-Brücke, befinden sich Kasernen- und Kaianlagen eines ehemaligen Wasserflugplatzes. Diese Einrichtungen gehören heute der italienischen Luftwaffe, die dort Rekruten ausbildet. Am gegenüberliegenden Ufer hat die Marine ein Munitionsdepot und andere Einrichtungen.
Am Mar Grande, etwa fünf Kilometer südlich des im Mar Piccolo gelegenen Arsenals, befindet sich der neue, im Juni 2004 eröffnete Marinestützpunkt Chiapparo. Diese rund 60 Hektar große Anlage bietet Platz für rund 20 Kriegsschiffe. Seit der Eröffnung dieses Stützpunktes hat sich die Verkehrssituation in Tarent wesentlich verbessert, weil Kriegsschiffe im Normalfall im Mar Grande bleiben, somit nicht mehr ständig durch den Kanal ins Mar Piccolo fahren müssen und der Verkehr über die Drehbrücke auf diese Weise nicht mehr so oft unterbrochen wird. Die Anlagen im Mar Piccolo nutzen Kriegsschiffe nur noch bei längeren Liegezeiten, meist bei Arbeiten im Arsenal. Im Mar Piccolo ist der U-Boot-Stützpunkt verblieben, bei dem 2005 eine neue U-Boot-Schule eröffnet wurde.
Am südlichen Ende des Mar Grande befindet sich bei dem Ort San Vito ein Ausbildungszentrum der italienischen Marine. Zur Marinebasis Tarent gehört im weiteren Sinn auch der Marinefliegerstützpunkt Tarent-Grottaglie.

## Geschichte
Der Bau der Marinebasis Tarent wurde am 29. Juni 1882 vom italienischen Parlament beschlossen. Die italienische Marine benötigte in Süditalien einen strategisch günstigen Stützpunkt für das zentrale und östliche Mittelmeer. Die Wahl fiel auf Tarent, das am gleichnamigen Golf mit seinem ausgezeichneten Tiefwasserhafen und der Lagune ideale Bedingungen für die Errichtung eines Marinestützpunkts und eines Marinearsenals bot. Von Tarent aus konnten auch die Adriazugänge kontrolliert werden, ohne die Flottenbasis dabei größer zu exponieren. Die Arbeiten am Südufer des Mar Piccolo begannen auf der Grundlage von Planungen des Ingenieurs Domenico Chiodo im September 1883 und endeten sechs Jahre später. Das Marinearsenal wurde am 21. August 1889 in Anwesenheit von König Umberto I. von Savoyen eingeweiht. Dieser Bau und die Erweiterung des schiffbaren Kanals zur Verbindung des Mar Piccolo mit dem Mar Grande kostete 9.300.000 Lire. Von März 1894 bis März 1967 wurden im Arsenal u. a. auch Kriegsschiffe gebaut, heute beschränkt man sich auf Wartungs-, Modernisierungs- und Umbauarbeiten.
Bereits einige Jahre vor dem Zweiten Weltkrieg plante man den Bau eines neuen Marinestützpunktes im Mar Grande, weil Schlachtschiffe wegen ihrer Größe in der Regel nicht im Mar Piccolo anlegten. Bei Chiapparo wurde seinerzeit lediglich ein Treibstofflager gebaut, ansonsten blieb es im Mar Grande bei einfachen Ankerplätzen für Großkampfschiffe, die am 12. November 1940 Ziel des britischen Angriffs auf Tarent waren. Erst 1989 begann man mit dem Bau des neuen Stützpunktes im Mar Grande.

## Bilder

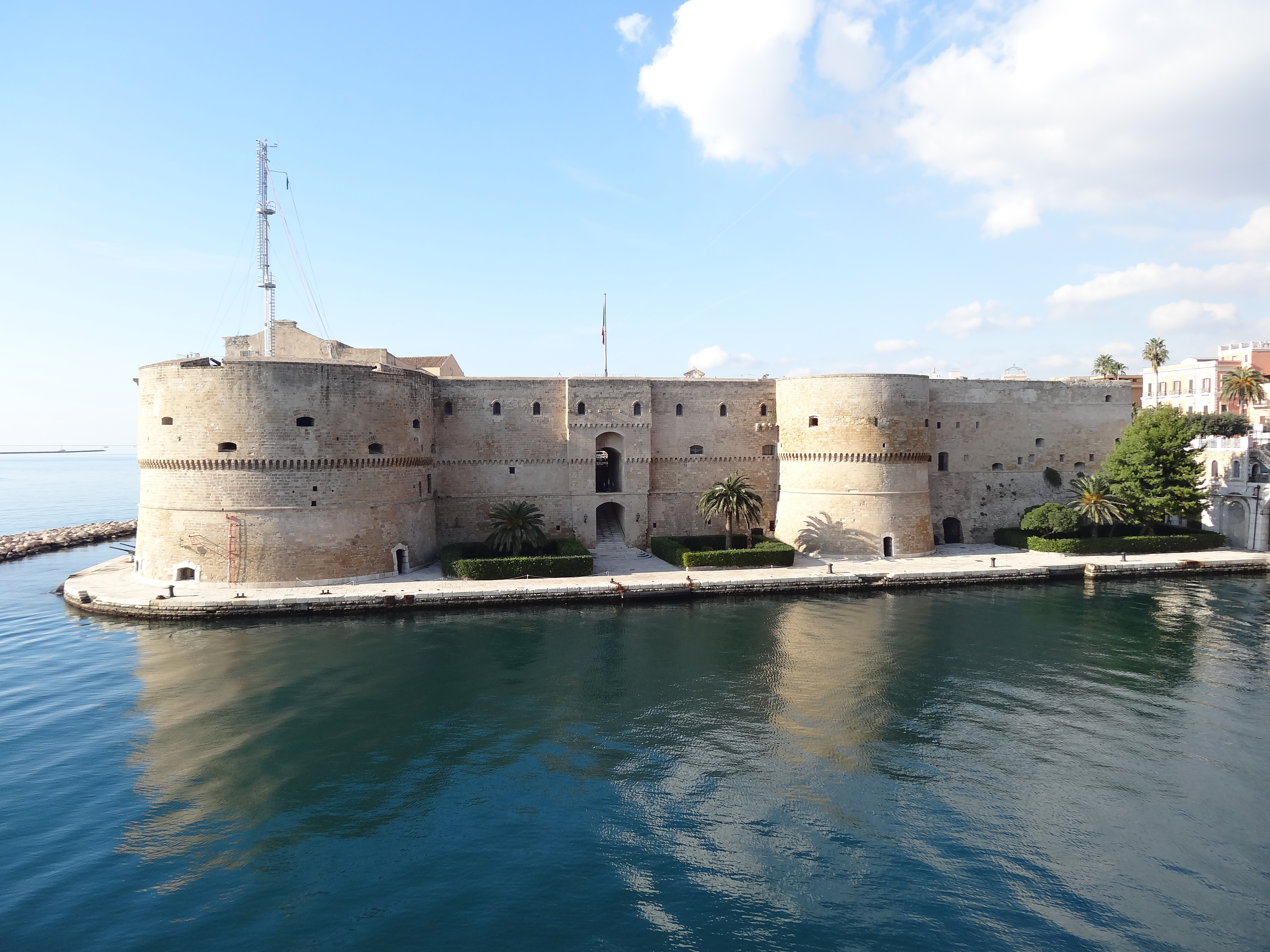
Castello Aragonese am Kanal
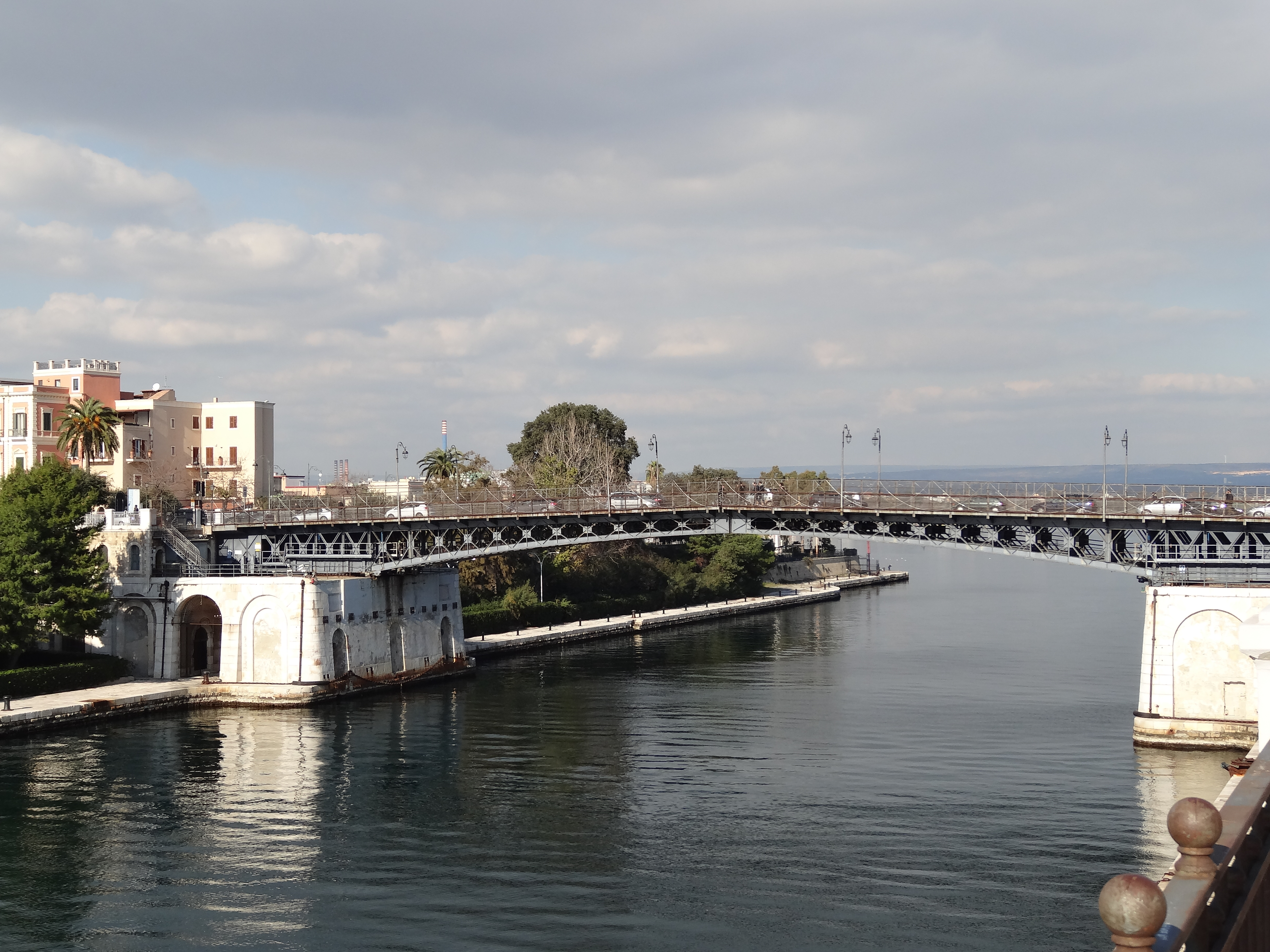
Drehbrücke über den Kanal
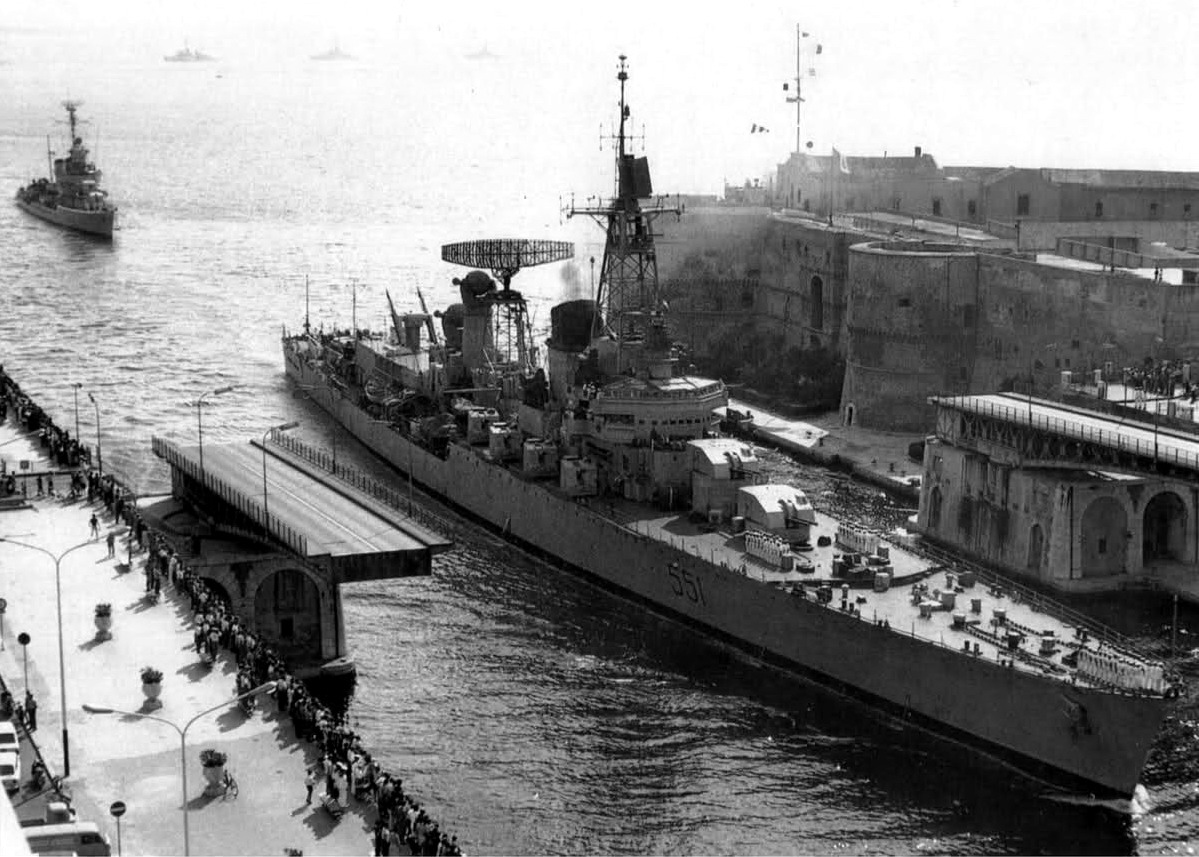
Kreuzer Garibaldi 1967 im Kanal
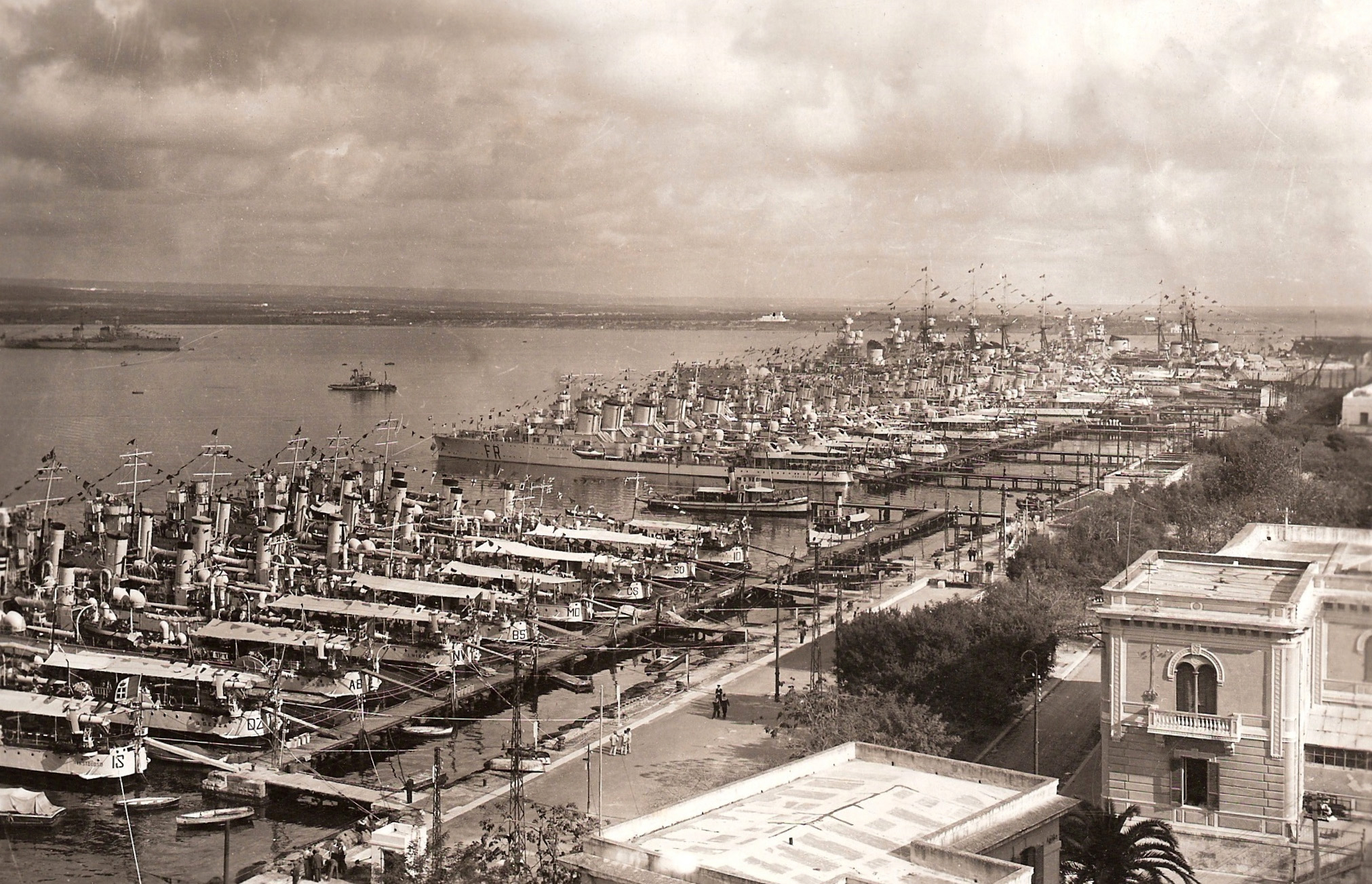
Stützpunkt im Mar Piccolo im Jahr 1921